# David Kiprotich Bett
David Kiprotich Bett (18 ottobre 1992) è un mezzofondista keniota.

## Biografia
Nel 2009 ha conquistato una medaglia d'argento ai campionati del mondo allievi nella distanza dei 3000 m, dietro al connazionale Isiah Koech, che vinse la gara stabilendo il nuovo record dei campionati su questa distanza. Un anno più tardi ha invece conquistato una medaglia d'oro ai Mondiali juniores, questa volta sui 5000 m. Nel 2018 ha invece partecipato ai Giochi del Commonwealth con la nazionale seniores, ed ha conquistato un undicesimo posto sempre sui 5000 m.

## Palmarès
| Anno | Manifestazione          | Sede       | Evento | Risultato | Prestazione | Note                          |
| ---- | ----------------------- | ---------- | ------ | --------- | ----------- | ----------------------------- |
| 2009 | Mondiali U18            | Bressanone | 3000 m | Argento   | 7'52"13     | Miglior prestazione personale |
| 2010 | Mondiali juniores       | Durban     | 5000 m | Oro       | 13'23"67    |                               |
| 2018 | Giochi del Commonwealth | Gold Coast | 5000 m | 11º       | 14'18"80    |                               |

## Campionati nazionali
2014
- 6º ai campionati kenioti, 5000 m piani - 13'47"0

2015
- 5º ai campionati kenioti, 10000 m piani - 28'07"4
- 8º ai campionati kenioti, 5000 m piani - 13'48"95

## Altre competizioni internazionali
2010
- 10º al Weltklasse Zürich ( Zurigo), 5000 m piani - 13'06"06
- 8º all'ISTAF Berlin ( Berlino), 3000 m piani - 7'37"51

2011
- 8º al Prefontaine Classic ( Eugene), 2 miglia - 8'18"72

2012
- 5º al Meeting international Mohammed VI d'athlétisme de Rabat ( Rabat), 5000 m piani - 13'09"84
- 11º al Prefontaine Classic ( Eugene), 5000 m piani - 13'21"35

2015
- 17º alla Mezza maratona di Delhi ( Nuova Delhi) - 1h04'40"
- 15º alla World 10K Bangalore ( Bangalore) - 30'16"